# برلهبرغ
برلبرغ (بالألمانية: Perleberg) هي مدينة وبلدة ألمانية تقع في ألمانيا في براندنبورغ. يقدر عدد سكانها بـ 12,298 نسمة .

## المدن التوأمة
مدن كارست (شهرك)، بينهبرغ، نردراشتت وSzczawnica هي مدن توأمة لـبرلبرغ.

## أعلام
- غوتفريد أرنولد
- إيدلر
- لوت ليمان
- توماس فرانكي
- آنا فون بالين